# Katalagári
Katalagári, en grec moderne : Καταλαγάρι, est un village du dème d'Archánes-Asteroússia, dans le district régional de Héraklion, de la Crète, en Grèce. Selon le recensement de 2001, la population de Katalagári compte 312 habitants.
Le village est situé à une altitude de 420 mètres et à une distance de 17 km de Héraklion. Il est déjà mentionné en 1271, au sujet d'une dette, puis en 1302, concernant un château. En 1583, il est mentionné dans le recensement de Castrofilaca sous le nom de  Catalagari, avec 140 habitants.